# Arianta xatartii
Espèce
Synonymes
- Helix xatartii

Statut de conservation UICN

 VU  : Vulnérable
Arianta xatartii ou « Hélice de Gérona » est un escargot européen de la famille des Helicidae.

## Nom
L'espèce est décrite en 1834 par Joseph Farines (1792-1864), naturaliste originaire des Pyrénées-Orientales, sous le nom d'Helix xatartii. Il dédie l'espèce à un autre naturaliste de la même région, Barthélemy Xatart (1774-1846), qui vivait lui-même à Prats-de-Mollo en Vallespir, d'où viennent les premiers spécimens récoltés de cet escargot grâce à ses indications, ainsi que le signale Farines dans sa publication : 

« Dédiée à mon ami M. Xatart, pharmacien à Prats-de-Molló, botaniste distingué, qui l'a trouvé le premier, et de la bonté duquel je tiens une partie des renseignemens que je viens de donner sur son habitation. »

Son nom en français est Hélice de Gérona, qui vient du nom espagnol de la ville de Gérone, située un peu plus au sud en Catalogne, mais hors de son aire de distribution.

## Taxonomie
D'abord incluse en 1834 par Joseph Farines dans le genre Helix, l'espèce est ensuite déplacée vers le genre Arianta. En 2001, le malacologiste néerlandais Edmund Gittenberger considère Arianta xatartii comme une espèce valide, avant d'en faire une sous-espèce de Arianta arbustorum en 2004, puis de la valider de nouveau comme espèce en 2007 après avoir fait une nouvelle analyse des données disponibles, ainsi qu'en raison de l'histoire géologique spécifique à son milieu.

## Distribution
Arianta xatartii est présent dans la partie des Pyrénées située entre la partie supérieure du Vallespir, vallée la plus méridionale des Pyrénées-Orientales et de la Catalogne nord en France, et l'Alt Empordà, la comarque de la Catalogne espagnole située immédiatement de l'autre côté de la frontière. La population principale de l'espèce, difficile à estimer, est concentrée sur un territoire d'une surface de 8 km2, au-dessus de 1 200 mètres d'altitude, entre Prats-de-Mollo-la-Preste et Camprodon. Joseph Farines indique avoir trouvé les plus nombreux individus notamment à Prats-de-Mollo près de la frontière au Coll de les Moles (1 432 m), situé au sud-est du Col d'Ares, et à Camprodon sur le chemin de Nuria.
Plus tard en 1864, Louis Companyo rapporte avoir récolté des individus dans d'autres lieux proches et souvent situés à plus de 2 000 m d'altitude, notamment vers le Cambre d'Aze, et dans la vallée d'Eyne ou dans celle de Llo.
De par son aire de distribution très réduite, cette espèce est inscrite dans la Liste rouge de l'UICN dans la catégorie vulnérable,.

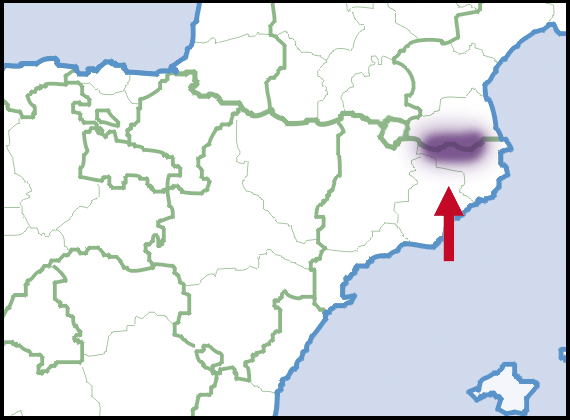
Distribution de A. xatartii.

## Description

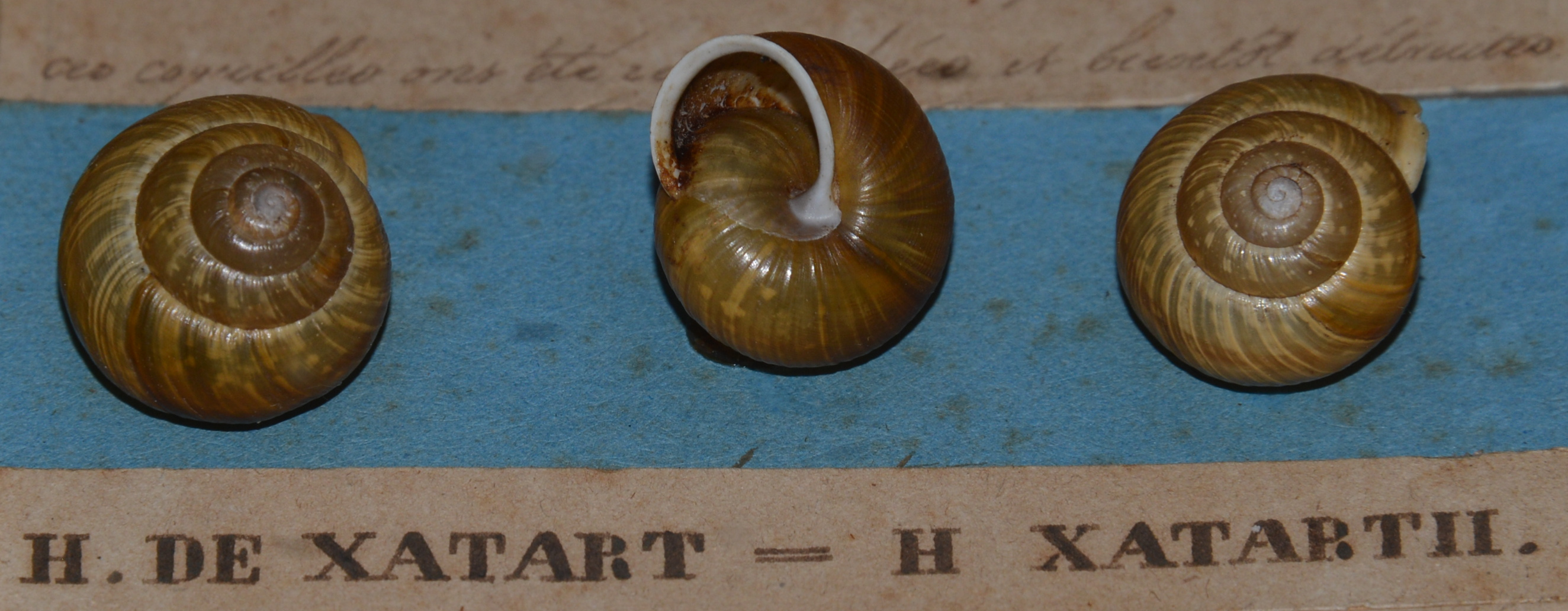
Exemplaires d'Arianta xatartii au musée d'histoire naturelle de Perpignan

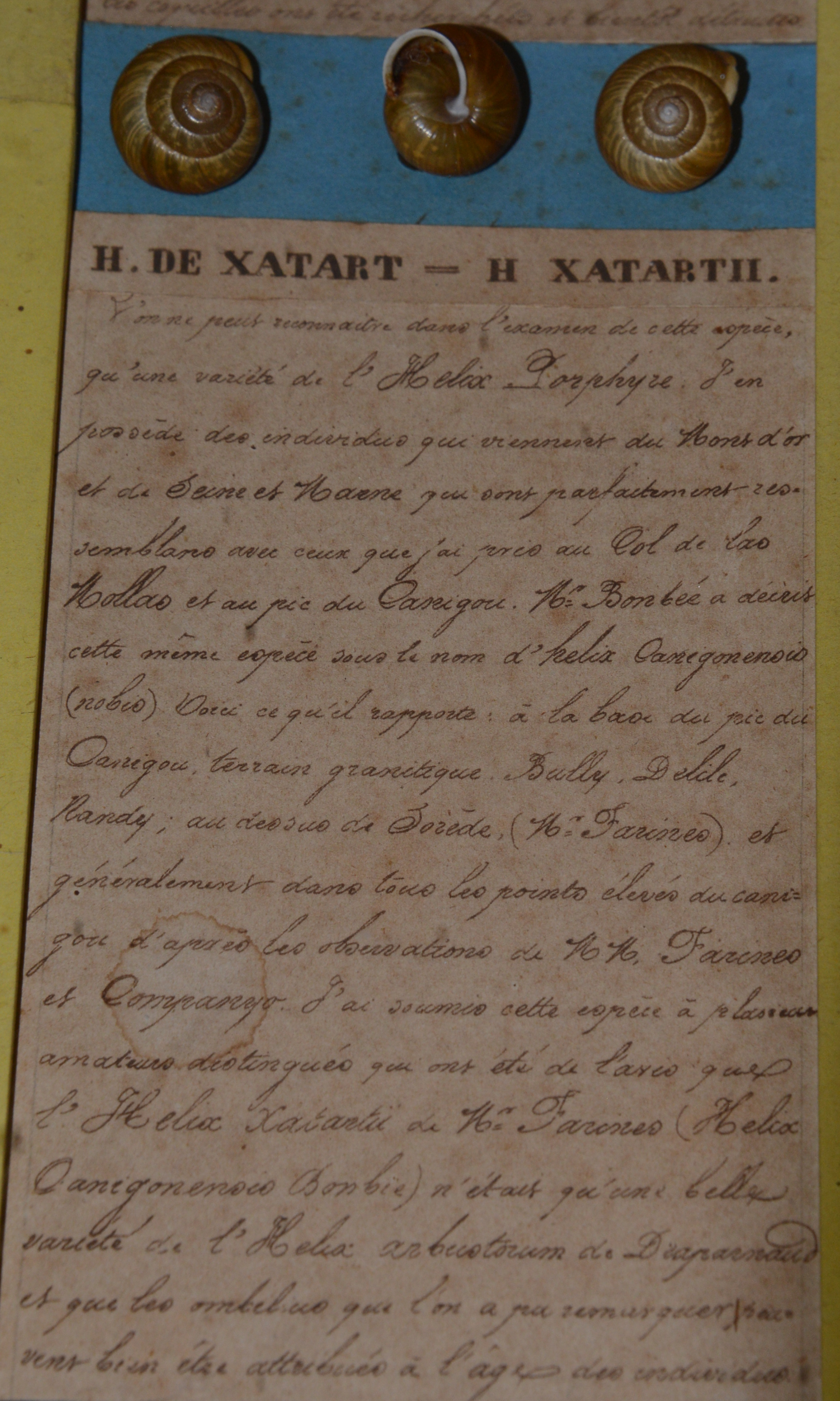
Description d'Arianta xatartii au musée d'histoire naturelle de Perpignan

En 1834, Joseph Farines mentionne des individus dont la coquille est d'une hauteur de 11 mm et d'un diamètre de 18 mm. Il en donne la description suivante à l'état adulte : 

« Test solide d'une couleur jaunâtre, tirant sur le vert, brunâtre et comme rôtie, surtout sur le tour inférieur de la spire, qui est marqué d'une bande brune, clairsemé de taches jaunes, vers la partie postérieure de la coquille, ouverture semi-ovale, péristome blanc peu réfléchi, trou ombilical, moyen et un peu masqué par la columelle ; cette coquille est très striée et comme cotelée par des replis très saillants qui sont probablement des restes d'anciens péristomes ; ces stries beaucoup plus apparentes en dessous qu'en dessus de la coquille constituent un caractère distinctif entre cette HELIX et l'H. arbustorum. La spire quoiqu'un peu convexe est beaucoup plus aplatie et sa grosseur beaucoup moins variable que dans les différentes variétés de l'H. arbustorum »

Il donne également une description des individus juvéniles : 

« Dans le jeune âge, cette coquille est transparente, fragile, d'une couleur jaune verdâtre, unie, sans bande brune, ni taches jaunes, profondément striée ; son ombilic est en grande partie recouvert par la columelle ; au fur et à mesure qu'elle avance en âge, elle acquiert de la solidité, se fonce en couleur, l'ombilic se développe et se découvre. »